# (5534) 1941 UN
Az (5534) 1941 UN a Naprendszer kisbolygóövében található aszteroida. Oterma, L. fedezte fel 1941. október 15-én.